# Tito Sena
Tito Sena (Brasília, 2 de junho de 1967) é um corredor paralímpico brasileiro que compete principalmente em eventos de longa distância da categoria T46.
Em 2003, enquanto se preparava para os Jogos Pan-Americanos de Santo Domigo sofreu um acidente na fábrica onde trabalhava, onde teve o braço esmagado, que o levou a uma depressão e abandono do esporte.
Retomando o treinamento com incentivo de amigos, recebeu em 2006 a convocação para a Seleção Brasileira de atletismo. Competiu os Jogos Paralímpicos de Pequim 2008, e mesmo sofrendo uma ruptura parcial no tendão de Aquiles no quilômetro 28 da prova logrou a medalha de prata.
Tito foi o primeiro esportista paraolímpico do Brasil a obter uma vitória em uma maratona paralímpica (categoria T46), feito alcançado com a medalha de ouro nos Jogos Paralímpicos de Londres 2012 
Nos Jogos Paralímpicos do Rio de 2016 Atuou como atleta-guia da também maratonista Edneusa Dorta, recebendo como tal a medalha de bronze.